# Llista de participants al Giro d'Itàlia de 2017
El Giro d'Itàlia de 2017 és la primera de les Grans Voltes que es disputaran el 2017. És l'edició número 100 del Giro d'Itàlia i es disputà entre el 5 i el 28 de maig de 2017, amb un recorregut de 3 614,1 km distribuïts en 21 etapes, dues d'elles com a contrarellotge individual. La sortida es feia a l'Alguer i finalitzà a Milà.

## Equips participants
Al Giro d'Itàlia, en tant que prova World Tour, els 18 equips UCI World Tour són automàticament convidats i obligats a prendre part de la cursa. A banda l'organitzador RCS Sport convidà a quatre equips continentals professionals, per acabar formant un gran grup amb 22 equips i 197 ciclistes, ja que l'Astana Qazaqstan Team va decidir iniciar la cursa amb tan sols 8 corredors com a homenatge a Michele Scarponi, mort la setmana anterior en ser atropellat. Amb tot, el dia abans de l'inici del Giro es va fer públic que Stefano Pirazzi i Nicola Ruffoni, ambdós de l'equip Bardiani-CSF, havien donat positiu en un control antidopatge sorpresa al qual havien estat sotmesos. En no poder substituir-los l'equip inicià la cursa amb tan sols set ciclistes i el gran grup fou de 195 corredors.
UCI WorldTeams
- AG2R La Mondiale (ciclistes)
- Astana Qazaqstan Team (ciclistes)
- Bahrain-Merida (ciclistes)
- BMC Racing Team (ciclistes)
- Bora-Hansgrohe (ciclistes)
- Cannondale-Drapac Pro Cycling Team (ciclistes)
- Dimension Data (ciclistes)
- FDJ (ciclistes)
- Katusha Alpecin (ciclistes)
- Team LottoNL-Jumbo (ciclistes)
- Lotto Soudal (ciclistes)
- Movistar Team (ciclistes)
- Orica-Scott (ciclistes)
- Quick-Step Floors (ciclistes)
- Team Sky (ciclistes)
- Team Sunweb (ciclistes)
- Trek-Segafredo (ciclistes)
- UAE Team Emirates (ciclistes)

Equips Professionals Continentals
- Bardiani-CSF (ciclistes)
- CCC Sprandi Polkowice (ciclistes)
- Gazprom-RusVelo (ciclistes)
- Wilier Triestina-Selle Italia (ciclistes)

## Llista de participants
- Llista de sortida completa

| Llegenda        | Llegenda | Llegenda              | Llegenda                                                                                         |
| --------------- | --- | --------------------- | ------------------------------------------------------------------------------------------------ |
| #               | Dorsal de sortida que du el ciclista al Tour                                                                | Pos.                  | Posició final a la classificació general                                                         |
| Mallot rosa     | Indica el vencedor de la classificació general                                                              | Mallot de la muntanya | Indica el vencedor de la classificació de la muntanya                                            |
| Mallot violeta  | Indica el vencedor de la classificació per punts                                                            | Mallot blanc          | Indica el vencedor de la classificació dels joves                                                |
| NP              | Indica un ciclista que no ha pres la sortida en una etapa, seguit del número de l'etapa en què s'ha retirat | AB                    | Indica un ciclista que no ha finalitzat una etapa, seguit del número d'etapa en què s'ha retirat |
| HD              | Indica un ciclista que ha finalitzat una etapa fora de control, seguit del número d'etapa                   | EX                    | Corredor exclòs per no respectar el reglament                                                    |
| Campió d'Itàlia | Indica un mallot de campió nacional o mundial, així com l'especialitat                                      | *                     | Indica un corredor que lluita pel mallot blanc                                                   |

| No. | Rider                     | Pos.  |
| --- | ------------------------- | ----- |
| 1   | Vincenzo Nibali (ITA)     | 3     |
| 2   | Valerio Agnoli (ITA)      | 110   |
| 3   | Manuele Boaro (ITA)       | 74    |
| 4   | Enrico Gasparotto (ITA)   | 76    |
| 5   | Javier Moreno (ESP)       | EX-4  |
| 6   | Franco Pellizotti (ITA)   | 21    |
| 7   | Luka Pibernik (SLO) *     | 100   |
| 8   | Kanstantsin Sivtsov (BLR) | 35    |
| 9   | Giovanni Visconti (ITA)   | Ab-20 |

| No. | Rider                    | Pos. |
| --- | ------------------------ | ---- |
| 11  | Domenico Pozzovivo (ITA) | 6    |
| 12  | Julien Bérard (FRA)      | 131  |
| 13  | François Bidard (FRA) *  | 39   |
| 14  | Clément Chevrier (FRA) * | 81   |
| 15  | Hubert Dupont (FRA)      | 19   |
| 16  | Ben Gastauer (LUX)       | 29   |
| 17  | Alexandre Geniez (FRA)   | Ab-4 |
| 18  | Quentin Jauregui (FRA) * | 90   |
| 19  | Matteo Montaguti (ITA)   | 51   |

| No. | Rider                    | Pos.  |
| --- | ------------------------ | ----- |
| 21  | Michele Scarponi (ITA)   | -     |
| 22  | Dario Cataldo (ITA)      | 14    |
| 23  | Pello Bilbao (ESP)       | 66    |
| 24  | Zhandos Bizhigitov (KAZ) | 160   |
| 25  | Jesper Hansen (DEN)      | 32    |
| 26  | Tanel Kangert (EST)      | Ab-15 |
| 27  | Luis León Sánchez (ESP)  | 43    |
| 28  | Paolo Tiralongo (ITA)    | 83    |
| 29  | Andrey Zeits (KAZ)       | 63    |

| No. | Rider                     | Pos.  |
| --- | ------------------------- | ----- |
| 31  | Stefano Pirazzi (ITA)     | -     |
| 32  | Vincenzo Albanese (ITA) * | NP-16 |
| 33  | Simone Andreetta (ITA) *  | 156   |
| 34  | Enrico Barbin (ITA)       | 124   |
| 35  | Nicola Boem (ITA)         | 152   |
| 36  | Giulio Ciccone (ITA) *    | 95    |
| 37  | Mirco Maestri (ITA)       | 143   |
| 38  | Lorenzo Rota (ITA) *      | 151   |
| 39  | Nicola Ruffoni (ITA)      | -     |

| No. | Rider                    | Pos.  |
| --- | ------------------------ | ----- |
| 41  | Tejay Van Garderen (USA) | 20    |
| 42  | Rohan Dennis (AUS)       | Ab-4  |
| 43  | Silvan Dillier (SUI)     | 67    |
| 44  | Ben Hermans (BEL)        | Ab-16 |
| 45  | Manuel Quinziato (ITA)   | 133   |
| 46  | Joey Rosskopf (USA)      | 70    |
| 47  | Manuel Senni (ITA) *     | 79    |
| 48  | Dylan Teuns (BEL) *      | 75    |
| 49  | Francisco Ventoso (ESP)  | 94    |

| No. | Rider                     | Pos.  |
| --- | ------------------------- | ----- |
| 51  | Jan Bárta (CZE)           | 127   |
| 52  | Cesare Benedetti (ITA)    | 115   |
| 53  | Sam Bennett (IRL)         | 158   |
| 54  | Patrick Konrad (AUT)      | 16    |
| 55  | José Mendes (POR)         | 48    |
| 56  | Gregor Mühlberger (AUT) * | 41    |
| 57  | Matteo Pelucchi (ITA)     | HD-10 |
| 58  | Lukas Pöstlberger (AUT) * | 114   |
| 59  | Rüdiger Selig (GER)       | Ab-15 |

| No. | Rider                   | Pos. |
| --- | ----------------------- | ---- |
| 61  | Pierre Rolland (FRA)    | 22   |
| 62  | Hugh Carthy (GBR) *     | 92   |
| 63  | Joe Dombrowski (USA)    | 69   |
| 64  | Davide Formolo (ITA) *  | 10   |
| 65  | Alex Howes (USA)        | 136  |
| 66  | Kristijan Koren (SLO)   | 128  |
| 67  | Tom-Jelte Slagter (NED) | 77   |
| 68  | Davide Villella (ITA)   | 72   |
| 69  | Michael Woods (CAN)     | 38   |

| No. | Rider                       | Pos. |
| --- | --------------------------- | ---- |
| 71  | Jan Hirt (CZE)              | 12   |
| 72  | Marcin Białobłocki (POL)    | 159  |
| 73  | Felix Großschartner (AUT) * | 78   |
| 74  | Łukasz Owsian (POL)         | 88   |
| 75  | Maciej Paterski (POL)       | 137  |
| 76  | Simone Ponzi (ITA)          | 126  |
| 77  | Branislau Samoilau (BLR)    | 112  |
| 78  | Michal Schlegel (CZE) *     | 45   |
| 79  | Jan Tratnik (SLO)           | 106  |

| No. | Rider                       | Pos.  |
| --- | --------------------------- | ----- |
| 81  | Thibaut Pinot (FRA)         | 4     |
| 82  | William Bonnet (FRA)        | NP-16 |
| 83  | Matthieu Ladagnous (FRA)    | 97    |
| 84  | Tobias Ludvigsson (SWE)     | 85    |
| 85  | Rudy Molard (FRA)           | 44    |
| 86  | Steve Morabito (SUI)        | 53    |
| 87  | Sébastien Reichenbach (SUI) | 15    |
| 88  | Jérémy Roy (FRA)            | 73    |
| 89  | Benoît Vaugrenard (FRA)     | 103   |

| No. | Rider                       | Pos.  |
| --- | --------------------------- | ----- |
| 91  | Serguei Firsànov (RUS)      | 96    |
| 92  | Pavel Brutt (RUS)           | 134   |
| 93  | Alexander Foliforov (RUS) * | 40    |
| 94  | Dmitry Kozonchuk (RUS)      | 145   |
| 95  | Serguei Lagutin (RUS)       | 157   |
| 96  | Ivan Rovny (RUS)            | 119   |
| 97  | Ivan Savitskiy (RUS) *      | Ab-15 |
| 98  | Evgeny Shalunov (RUS) *     | 123   |
| 99  | Aleksei Tsatévitx (RUS)     | 121   |

| No. | Rider                   | Pos.  |
| --- | ----------------------- | ----- |
| 100 | André Greipel (GER)     | NP-14 |
| 101 | Lars Ytting Bak (DEN)   | 118   |
| 102 | Sean De Bie (BEL)       | Ab-16 |
| 103 | Jasper De Buyst (BEL) * | Ab-18 |
| 104 | Bart De Clercq (BEL)    | Ab-15 |
| 105 | Adam Hansen (AUS)       | 93    |
| 106 | Moreno Hofland (NED)    | 139   |
| 107 | Tomasz Marczyński (POL) | 47    |
| 109 | Maxime Monfort (BEL)    | 13    |

| No. | Rider                    | Pos.  |
| --- | ------------------------ | ----- |
| 111 | Nairo Quintana (COL)     | 2     |
| 112 | Andrey Amador (CRC)      | 18    |
| 113 | Winner Anacona (COL)     | 25    |
| 114 | Daniele Bennati (ITA)    | Ab-16 |
| 115 | Víctor de la Parte (ESP) | 56    |
| 116 | José Herrada (ESP)       | 61    |
| 117 | Gorka Izagirre (ESP)     | 28    |
| 118 | José Joaquín Rojas (ESP) | 50    |
| 119 | Rory Sutherland (AUS)    | 108   |

| No. | Rider                         | Pos.  |
| --- | ----------------------------- | ----- |
| 121 | Adam Yates (GBR) *            | 9     |
| 122 | Alex Edmondson (AUS) *        | NP-16 |
| 123 | Caleb Ewan (AUS) *            | Ab-15 |
| 124 | Michael Hepburn (AUS)         | 122   |
| 125 | Christopher Juul-Jensen (DEN) | 109   |
| 126 | Luka Mezgec (SLO)             | 107   |
| 127 | Rubén Plaza (ESP)             | 30    |
| 128 | Svein Tuft (CAN)              | 142   |
| 129 | Carlos Verona (ESP) *         | 57    |

| No. | Rider                     | Pos. |
| --- | ------------------------- | ---- |
| 131 | Bob Jungels (LUX) *       | 8    |
| 132 | Eros Capecchi (ITA)       | 58   |
| 133 | Laurens De Plus (BEL) *   | 24   |
| 134 | Dries Devenyns (BEL)      | 89   |
| 135 | Fernando Gaviria (COL) *  | 129  |
| 136 | Iljo Keisse (BEL)         | 144  |
| 137 | Davide Martinelli (ITA) * | 153  |
| 138 | Maximiliano Richeze (ARG) | 148  |
| 139 | Pieter Serry (BEL)        | 105  |

| No. | Rider                            | Pos.  |
| --- | -------------------------------- | ----- |
| 141 | Nathan Haas (AUS)                | Ab-11 |
| 142 | Igor Antón (ESP)                 | 62    |
| 143 | Natnael Berhane (ERI)            | 59    |
| 144 | Omar Fraile (ESP)                | 65    |
| 145 | Ryan Gibbons (RSA) *             | NP-16 |
| 146 | Jacques Janse Van Rensburg (RSA) | 36    |
| 147 | Kristian Sbaragli (ITA)          | 101   |
| 148 | Daniel Teklehaimanot (ERI)       | 111   |
| 149 | Johann Van Zyl (RSA)             | 149   |

| No. | Rider                      | Pos.  |
| --- | -------------------------- | ----- |
| 151 | Ilnur Zakarin (RUS)        | 5     |
| 152 | Maxim Belkov (RUS)         | 125   |
| 153 | José Gonçalves (POR)       | 60    |
| 154 | Robert Kišerlovski (CRO)   | 31    |
| 155 | Pavel Kochetkov (RUS)      | Ab-4  |
| 156 | Viatxeslav Kuznetsov (RUS) | 132   |
| 157 | Alberto Losada (ESP)       | 147   |
| 158 | Matvey Mamykin (RUS) *     | 87    |
| 159 | Ángel Vicioso (ESP)        | NP-21 |

| No. | Rider                       | Pos.  |
| --- | --------------------------- | ----- |
| 161 | Steven Kruijswijk (NED)     | NP-20 |
| 162 | Enrico Battaglin (ITA)      | 64    |
| 163 | Victor Campenaerts (BEL)    | Ab-16 |
| 164 | Twan Castelijns (NED)       | 130   |
| 165 | Stef Clement (NED)          | 23    |
| 166 | Martijn Keizer (NED)        | 116   |
| 167 | Bram Tankink (NED)          | Ab-19 |
| 168 | Jurgen Van Den Broeck (BEL) | 91    |
| 169 | Jos Van Emden (NED)         | 117   |

| No. | Rider                   | Pos.  |
| --- | ----------------------- | ----- |
| 171 | Mikel Landa (ESP)       | 17    |
| 172 | Philip Deignan (IRL)    | 37    |
| 173 | Kenny Elissonde (FRA)   | Ab-16 |
| 174 | Michał Gołaś (POL)      | 141   |
| 175 | Sebastián Henao (COL) * | 33    |
| 176 | Vasil Kiryienka (BLR)   | 102   |
| 177 | Salvatore Puccio (ITA)  | 86    |
| 178 | Diego Rosa (ITA)        | 55    |
| 179 | Geraint Thomas (GBR)    | NP-13 |

| No. | Rider                 | Pos.  |
| --- | --------------------- | ----- |
| 181 | Tom Dumoulin (NED)    | 1     |
| 182 | Phil Bauhaus (GER) *  | Ab-17 |
| 183 | Simon Geschke (GER)   | 54    |
| 184 | Chad Haga (USA)       | 82    |
| 185 | Wilco Kelderman (NED) | Ab-9  |
| 186 | Sindre Lunke (NOR) *  | 120   |
| 187 | Georg Preidler (AUT)  | 71    |
| 188 | Tom Stamsnijder (NED) | 154   |
| 189 | Laurens Ten Dam (NED) | 34    |

| No. | Rider                  | Pos.  |
| --- | ---------------------- | ----- |
| 191 | Bauke Mollema (NED)    | 7     |
| 192 | Eugenio Alafaci (ITA)  | 146   |
| 193 | Julien Bernard (FRA) * | 42    |
| 194 | Laurent Didier (LUX)   | Ab-11 |
| 195 | Jesús Hernández (ESP)  | 49    |
| 196 | Giacomo Nizzolo (ITA)  | NP-11 |
| 197 | Mads Pedersen (DEN)    | 138   |
| 198 | Peter Stetina (USA)    | 46    |
| 199 | Jasper Stuyven (BEL) * | 98    |

| No. | Rider                  | Pos.  |
| --- | ---------------------- | ----- |
| 201 | Rui Costa (POR)        | 27    |
| 202 | Valerio Conti (ITA) *  | 68    |
| 203 | Roberto Ferrari (ITA)  | 150   |
| 204 | Marco Marcato (ITA)    | 113   |
| 205 | Sacha Modolo (ITA)     | Ab-17 |
| 206 | Matej Mohorič (SLO)    | 135   |
| 207 | Edward Ravasi (ITA) *  | 80    |
| 208 | Simone Petilli (ITA) * | 26    |
| 209 | Jan Polanc (SLO) *     | 11    |

| No. | Rider                          | Pos.  |
| --- | ------------------------------ | ----- |
| 211 | Filippo Pozzato (ITA)          | 104   |
| 212 | Julen Amezqueta (ESP) *        | 99    |
| 213 | Matteo Busato (ITA)            | 84    |
| 214 | Giuseppe Fonzi (ITA)           | 161   |
| 215 | Ilia Koshevoy (BLR)            | 155   |
| 216 | Jakub Mareczko (ITA) *         | NP-14 |
| 217 | Daniel Felipe Martínez (COL) * | NP-17 |
| 218 | Cristián Rodríguez (ESP) *     | 52    |
| 219 | Eugert Zhupa (ALB)             | 140   |